# Моше Марзук
Моше Марзук (араб. موسى ليتو مرزوق івр. משה בן אליהו מרזוק 20 грудня 1926, Каїр — 31 січня 1955, Каїр) — єгипетський караїм, засуджений в 1955 році в Єгипті до страти за участь в диверсійній діяльності в рамках операції «Сусанна».

## Біографія
Народився в Каїрі в караїмської сім'ї вихідців з Тунісу Елії і Рахель Марзук. Після закінчення Каїрської медичної школи працював лікарем в Єврейському госпіталі. Писав вірші на івриті і публікував їх в місцевій єврейській пресі. На початку 1950-х років був завербований ізраїльською розвідкою. В результаті провалу диверсійної операції, організованої ізраїльською розвідкою, був затриманий спецслужбами Єгипту. За рішенням суду був страчений разом з колишнім учителем Шмуелем Азаром (івр. שמואל עזר). ‎
З почестями похований в Ізраїлі на Горі Герцля .
В ізраїльських містах Яффа і Кирьят-Оно на честь Марзука і Азара названі вулиці.